# باب معلقة
باب معلقة أو باب مالقة هو باب تاريخي يقع داخل أسوار المدينة العتيقة لسلا بالمغرب. يُطل باب معلقة على مقبرة تسمى باسمه، وعلى المحيط الأطلسي. يشتمل الباب على حلقة كبيرة مربعة مجهزة بمتراس تتخلله فرج للرماة، في تأكيد لدوره العسكري لحماية المدينة.
لا يشبه هذا الباب بقية الأبواب الأخرى لسلا شكلا ولا حجما، فهو عبارة عن بوابة صغيرة لا زالت تتوفر على دفتين خشبيتين، اكتسبت أهميتها لأنها كانت تخصص للسلاطين خلال زيارتهم لبعض الأمكنة في المدينة.

## أصل التمية
تختلف المراجع في تسمية الباب بين من يذكر أن التسمية تحريف لمدينة مالقة، باعتبار أن السفن كانت تتجه منه إلى الأندلس، وبين من يفسّر أصل التسمية في كون سلا عرفت عصيانا أعقبه صلح بين حاكمها وأهالي المدينة فعلقت السيوف ودخل السلاويون من الباب المذكور الذي سمي من أجل ذلك باب معلقة.
كما أن هناك أيضا تفسيرا ثالثا حسب الجزء الثاني من موسوعة «معلمة المغرب» والتي يذكر مؤلفها محمد حجي أنه: «قًتل عامل سلا الحاج بوعزة بن محمد القسطالي بداره بحومة القساطلة عام 1795 بأمر من السلطان المولى سليمان (...) بقيت جتثه ملقاة على الأرض إلى أن عُلّقت بأحد أبواب سلا، فهل سميت بذلك لأن جثة القسطالي علقت عليه، لأنه أقرب أبواب المدينة إلى داره؟».

## مقبرة باب معلقة
تعتبر المقبرة المجاورة لباب معلقة مقبرة تاريخية بمدينة سلا، وبها دفن أعلام من المدينة، مثل المؤرخ أحمد الناصري، والمؤرخ عبد السلام ابن سودة، الذي كان يحرص على أن يوارى جثمانه بجوار هذا الأخير.